# Whitman County
Whitman County je okres ve státě Washington ve Spojených státech amerických. K roku 2010 zde žilo 44 776 obyvatel. Správním městem okresu je Colfax. Celková rozloha okresu činí 5 641 km².